# ノックヒル・レーシング・サーキット
ノックヒル・レーシング・サーキット （ 英語: Knockhill Racing Circuit）は、スコットランドのファイフにあるモーターレースサーキット。 

## 概要
スコットランドの国立モータースポーツセンターでもある。

## 沿革
1974年9月にオープン。